# Mads Jessen
Mads S. Jessen (født 14. oktober 1989) er en dansk fodboldspiller, der siden sommeren 2013 har spillet for Hobro IK.
Han har fået sin fodboldopdragelse i Bylderup/Burkal IF samt SønderjyskE, og har også spillet for SønderjyskE i blandt andet Superligaen.
Han spillede i sine unge dage en enkelt kamp for Danmarks U21 landshold. I denne ene kamp som også var hans debut kamp, scorede Mads et mål.